# Ponam
Le ponam est une des langues des îles de l'Amirauté, parlée par 420 locuteurs en province de Manus, sur l'île de Ponam en Papouasie-Nouvelle-Guinée. Il est similaire à l'andra-hus. Ses locuteurs emploient également le kurti.